# JRA賞最優秀父内国産馬
JRA賞最優秀父内国産馬（ジェイアールエーしょう さいゆうしゅうちちないこくさんば）は、かつて存在したJRA賞の競走馬部門の1つ。該当年度中に活躍した父内国産馬の競走馬に対して記者投票を行いその合計票数が1位だった馬が選出される。1982年に優駿賞最優秀父内国産馬として創設され、1987年に「JRA賞最優秀父内国産馬」になった。2007年限りで廃止された。

## 歴代受賞馬
馬齢は2000年までは旧表記。年度代表馬は太字で、その他の賞を同時受賞している場合は斜字で表記。

### 優駿賞時代
| 年     | 受賞馬                                    | 性齢 | 年度成績 （年度GI級勝ち鞍） | 生産者     | 調教師     | 馬主                 | 騎手     |
| ------ | ----------------------------------------- | ---- | --------------------------- | ---------- | ---------- | -------------------- | -------- |
| 1982年 | メジロティターン （父：メジロアサマ）     | 牡5  | 8戦2勝 天皇賞（秋）         | メジロ牧場 | 尾形盛次   | メジロ商事（株）     | 伊藤正徳 |
| 1983年 | ミスターシービー （父：トウショウボーイ） | 牡4  | 6戦5勝 クラシック三冠       | 千明牧場   | 松山康久   | （株）丸沼温泉ホテル | 吉永正人 |
| 1984年 | ミスターシービー （父：トウショウボーイ） | 牡5  | 4戦1勝 天皇賞（秋）         | 千明牧場   | 松山康久   | （株）丸沼温泉ホテル | 吉永正人 |
| 1985年 | ミホシンザン （父：シンザン）             | 牡4  | 8戦6勝 皐月賞、菊花賞       | 日進牧場   | 田中朋次郎 | 堤勘時               | 柴田政人 |
| 1986年 | ミホシンザン （父：シンザン）             | 牡5  | 5戦0勝                      | 日進牧場   | 田中朋次郎 | 堤勘時               | 柴田政人 |

### JRA賞時代
| 年     | 受賞馬                                      | 性齢       | 年度成績 （年度GI及びJpnI勝ち鞍）          | 生産者           | 調教師     | 馬主                               | 騎手       | 得票数     |
| ------ | ------------------------------------------- | ---------- | ------------------------------------------ | ---------------- | ---------- | ---------------------------------- | ---------- | ---------- |
| 1987年 | ミホシンザン （父：シンザン）               | 牡6        | 3戦3勝 天皇賞（春）                        | 日進牧場         | 田中朋次郎 | 堤勘時                             | 柴田政人   |            |
| 1988年 | タマモクロス （父：シービークロス）         | 牡5        | 7戦5勝 天皇賞（春・秋）、宝塚記念          | 錦野牧場         | 小原伊佐美 | タマモ（株）                       | 南井克巳   |            |
| 1989年 | バンブービギン （父：バンブーアトラス）     | 牡4        | 8戦5勝 菊花賞                              | バンブー牧場     | 布施正     | 竹田辰一                           | 南井克巳   |            |
| 1990年 | ヤエノムテキ （父：ヤマニンスキー）         | 牡6        | 8戦1勝 天皇賞（秋）                        | 宮村牧場         | 荻野光男   | （有）富士                         | 岡部幸雄   |            |
| 1991年 | トウカイテイオー （父：シンボリルドルフ）   | 牡4        | 4戦4勝 皐月賞、東京優駿                    | 長浜牧場         | 松元省一   | 内村正則                           | 安田隆行   |            |
| 1992年 | メジロパーマー （父：メジロイーグル）       | 牡6        | 7戦3勝 両グランプリ                        | メジロ牧場       | 大久保正陽 | （有）メジロ牧場                   | 山田泰誠   |            |
| 1993年 | ヤマニンゼファー （父：ニホンピロウイナー） | 牡6        | 7戦3勝 安田記念、天皇賞（秋）              | 錦岡牧場         | 栗田博憲   | 土井肇                             | 柴田善臣   |            |
| 1994年 | ネーハイシーザー （父：サクラトウコウ）     | 牡5        | 7戦6勝 天皇賞（秋）                        | 大道牧場         | 布施正     | 大丸企業                           | 塩村克己   |            |
| 1995年 | フジヤマケンザン （父：ラッキーキャスト）   | 牡8        | 7戦4勝 香港国際カップ（※G2）               | 吉田牧場         | 森秀行     | 藤本龍也                           | 蛯名正義   |            |
| 1996年 | フラワーパーク （父：ニホンピロウイナー）   | 牝5        | 8戦4勝 高松宮杯、 スプリンターズステークス | 高橋啓           | 松元省一   | 吉田勝己                           | 田原成貴   |            |
| 1997年 | メジロドーベル （父：メジロライアン）       | 牝4        | 6戦3勝 優駿牝馬、秋華賞                    | メジロ牧場       | 大久保洋吉 | メジロ商事（株）                   | 吉田豊     |            |
| 1998年 | メジロブライト （父：メジロライアン）       | 牡5        | 7戦3勝 天皇賞（春）                        | メジロ牧場       | 浅見秀一   | （有）メジロ牧場                   | 河内洋     |            |
| 1999年 | エアジハード （父：サクラユタカオー）       | 牡5        | 5戦2勝 安田記念、 マイルチャンピオンシップ | 社台ファーム     | 伊藤正徳   | （株）ラッキーフィールド、吉田照哉 | 蛯名正義   |            |
| 2000年 | ダイタクヤマト （父：ダイタクヘリオス）     | 牡7        | 8戦3勝 スプリンターズステークス            | 雅牧場           | 石坂正     | 中村和子                           | 江田照男   | 122/296    |
| 2001年 | 該当馬なし                                  | 該当馬なし | 該当馬なし                                 | 該当馬なし       | 該当馬なし | 該当馬なし                         | 該当馬なし | 該当馬なし |
| 2002年 | トウカイポイント （父：トウカイテイオー）   | 騸6        | 10戦2勝 マイルチャンピオンシップ           | 竹内良一         | 後藤由之   | 内村正則                           | 蛯名正義   | 108/281    |
| 2003年 | ヒシミラクル （父：サッカーボーイ）         | 牡4        | 5戦2勝 天皇賞（春）、宝塚記念              | 大塚牧場         | 佐山優     | 阿部雅一郎                         | 角田晃一   | 254/287    |
| 2004年 | デルタブルース （父：ダンスインザダーク）   | 牡3        | 11戦4勝 菊花賞                             | ノーザンファーム | 角居勝彦   | （有）サンデーレーシング           | 岩田康誠   | 209/285    |
| 2005年 | シーザリオ （父：スペシャルウィーク）       | 牝3        | 5戦4勝 優駿牝馬、 アメリカンオークス       | ノーザンファーム | 角居勝彦   | （有）キャロットファーム           | 福永祐一   | 211/291    |
| 2006年 | カワカミプリンセス （父：キングヘイロー）   | 牝3        | 6戦5勝 優駿牝馬、秋華賞                    | 三石川上牧場     | 西浦勝一   | （有）三石川上牧場                 | 本田優     | 177/289    |
| 2007年 | ダイワスカーレット （父：アグネスタキオン） | 牝3        | 7戦4勝 桜花賞*、秋華賞*、 エリザベス女王杯 | 社台ファーム     | 松田国英   | 大城敬三                           | 安藤勝己   | 162/289    |

※勝ち鞍の後の*印はJpnIを指す。

### 親子での受賞
親子で最優秀父内国産馬に輝いたのは
- トウカイテイオー(1991年) - トウカイポイント(2002年)

の1組である。